# Вишнёвая (Ясногорский район)
Вишнёвая — деревня в Ясногорском районе Тульской области. Входит в состав Иваньковского муниципального образования.

## История
В 1961 году указом Президиума Верховного Совета РСФСР деревня Брюхово переименована в Вишнёвая.

## Население
| 2010 |
| ---- |
| 0    |